# Ataeniopsis carupanoi
Ataeniopsis carupanoi är en skalbaggsart som beskrevs av Zdzisława Stebnicka 2003. Ataeniopsis carupanoi ingår i släktet Ataeniopsis och familjen Aphodiidae. Inga underarter finns listade.